# Duitse staande hond (draadhaar)
De Duitse staande hond (draadhaar) is een hondenras dat afkomstig is uit Duitsland. Het is een allround jachthond. Het ras werd speciaal voor dit doel ontwikkeld rond 1900 en behoort in Duitsland tot de meest gebruikte jachthonden.
Een volwassen reu is ongeveer 64 centimeter hoog, een volwassen teef ongeveer 59 centimeter. Het gewicht van deze hond varieert van 25 tot 30 kilogram.
Bracco italiano ·
Braque d'Auvergne ·
Braque de l'Ariège ·
Braque du Bourbonnais ·
Braque Dupuy ·
Braque français ·
Braque Saint-Germain ·
Český fousek ·
Drentsche patrijshond ·
Duitse staande hond (draadhaar) ·
… (korthaar) ·
… (langhaar) ·
… (stekelhaar) ·
Engelse setter ·
Épagneul bleu de Picardie ·
Épagneul breton ·
Épagneul de Pont-Audemer ·
Épagneul français ·
Épagneul picard ·
Gammel dansk hønsehund ·
Gordon setter ·
Griffon Boulet ·
Griffon Korthals ·
Grote münsterländer ·
Ierse setter ·
Kleine münsterländer ·
Perdigueiro de Burgos ·
Perdigueiro português ·
Poedelpointer ·
Pointer ·
Slovenský hrubosrstý stavač ·
Spinone italiano ·
Stabij ·
Vizsla ·
Weimarse staande hond